# Emanuele Pirro
Emanuele Pirro (Roma, Italia, 12 de enero de 1962) es un expiloto de automovilismo italiano que compitió en Fórmula 1, turismos y sport prototipos. Ganó cinco veces las 24 Horas de Le Mans de 2000, 2001, 2002, 2006 y 2007, las 12 Horas de Sebring de 2000 y 2007, y Petit Le Mans 2001, 2005 y 2008. Además, fue campeón de la clase LMP1 de la American Le Mans Series de 2001 y 2005, el Campeonato Italiano de Superturismos de 1994 y 1995, y el Campeonato Alemán de Superturismos de 1996.

## Carrera

### Inicios
Comenzó su carrera deportiva a la edad de 11 años, en una competición de karts. Tres años después, en 1976, se proclama campeón de Italia de Karting y en 1977 subcampeón mundial de dicha categoría.
A los 18 años, corrió con el Fórmula Fiat Abarth, para pasar luego a Fórmula 3 Europea (1981-1983), Fórmula 2 Europea (1984) y Fórmula 3000 (1985-1986). Fue subcampeón de la Fórmula 3 Europea en 1982, tercero en la Fórmula 3000 en 1985, y tercero en 1986.
En 1987 formó parte de la temporada inaugural del Campeonato Mundial de Turismos compitiendo con un BMW M3 oficial de Schnitzer, donde terminó tercero en el campeonato de equipos. Desde 1986 hasta 1988 también disputó el Campeonato Europeo de Turismos con dicho equipo, con compañeros de butaca como Roberto Ravaglia y Dieter Quester.

### Fórmula 1

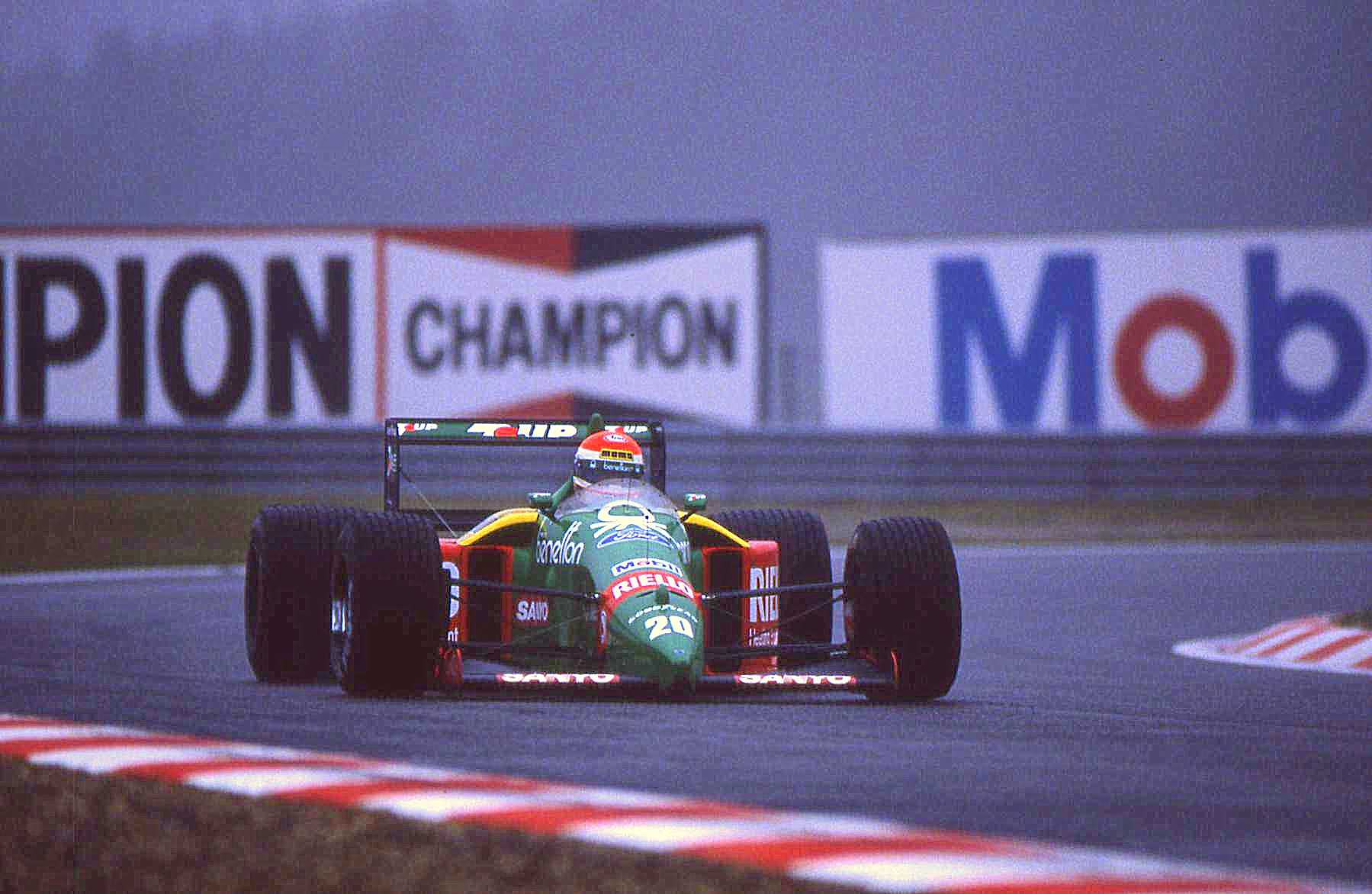
Emanuele Pirro en el Gran Premio de Bélgica de 1989.

Realizó algunas pruebas en Fórmula 1 con Benetton y en 1988 fue el piloto probador de McLaren. En 1989 debutó en F1 al disputar diez Grandes Premios con Benetton, logrando un quinto puesto en el Gran Premio de Australia. En paralelo, logró dos victorias en el Fuji Grand Champion de 1989. En 1990 y 1991, el italiano participó en el Campeonato del Mundo de Fórmula 1 con el equipo Dallara. En 1990 no puntuó en ninguna carrera, y en 1991 arribó sexto en el Gran Premio de Mónaco. Sumó solamente 3 puntos en 37 carreras disputadas en la máxima categoría.

### Turismos y gran turismos
Tras su etapa en Fórmula 1, Pirro siguió destacándose en las carreras de turismos. Al volante de un BMW M3, ganó las 24 Horas de Spa de 1990 y el Gran Premio de Macao de 1991 y 1992. En el Campeonato Italiano de Superturismos fue subcampeón en 1990, tercero en 1991 y sexto en 1992. También en 1992, corrió en el Deutsche Tourenwagen Meisterschaft de 1992 con BMW.
Pirro siguió corriendo en turismos en 1994 pero como piloto oficial de la marca Audi. Ganó el Campeonato Italiano de Superturismos de 1994 y 1995. En el Campeonato Alemán de Superturismos fue tercero en 1994, logró el título en 1996, acabó sexto en 1997 y 16º en 1998. Por otra parte, disputó las 24 Horas de Le Mans de 1998 con un McLaren F1-BMW oficial, donde abandonó.
En 1999, Pirro dejó de competir en turismos y se unió al programa de Audi en sport prototipos. Ganó las 24 Horas de Le Mans en 5 ocasiones: 2000, 2001, 2002, 2006 y 2007, las 12 Horas de Sebring de 2000 y 2007, y Petit Le Mans 2001, 2005 y 2008.

En 2000, el italiano disputó la American Le Mans Series con un Audi de la clase LMP. Acompañado de Frank Biela, logró tres victorias, siete podios y el tercer puesto en el campeonato de pilotos. En 2001 se coronó campeón con tres victorias y seis segundos puestos en diez carreras. El piloto logró tres victorias y seis podios en 2002, por lo que se colocó cuarto en el campeonato.

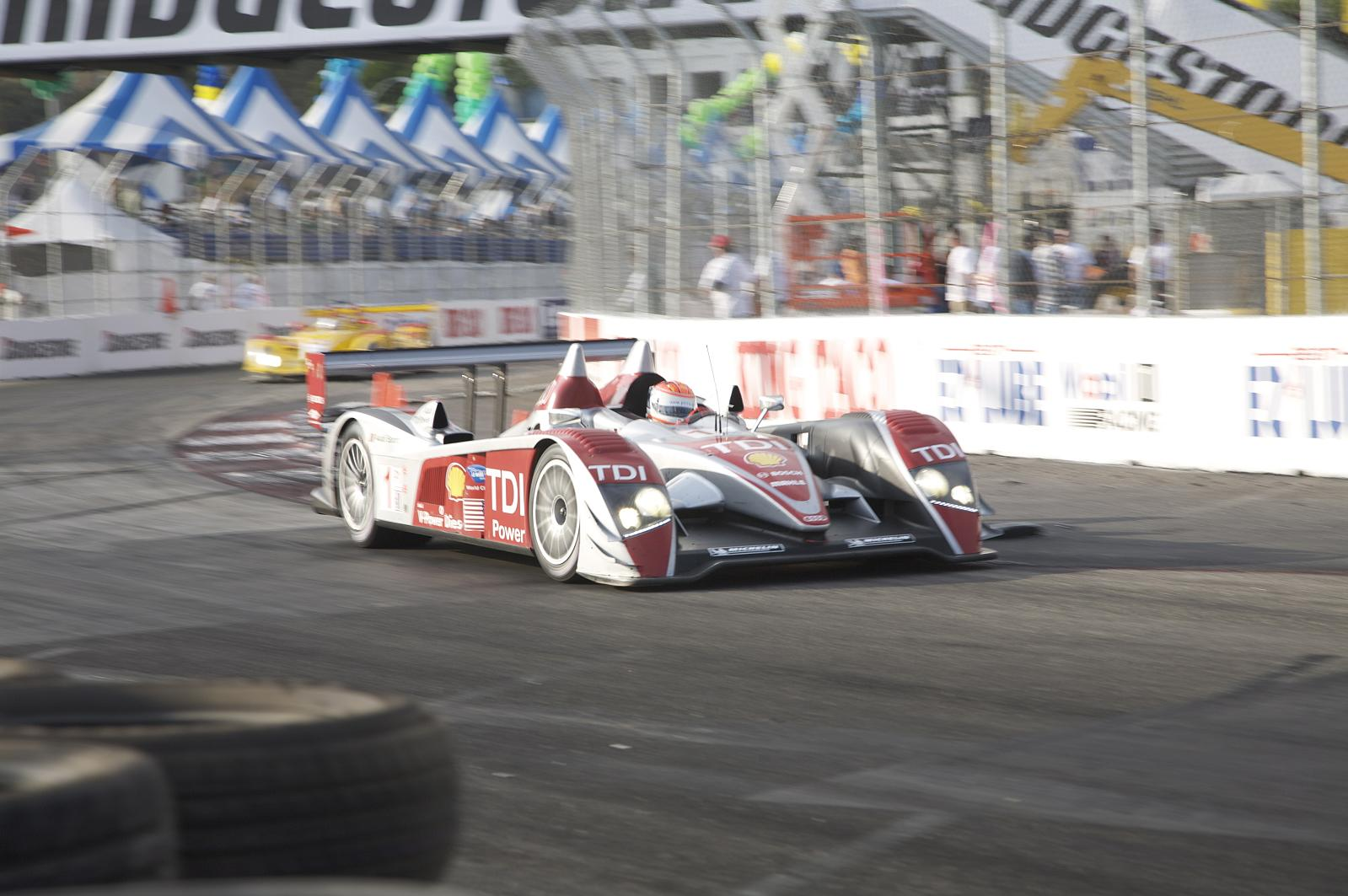
Emanuele Pirro en American Le Mans Series 2008.

El italiano volvió a los turismos en 2004, al pilotar un Audi A4 del equipo Joest en el Deutsche Tourenwagen Masters. Obtuvo un quinto puesto, un sexto y dos séptimos, quedando así 11º en el campeonato de pilotos.
El piloto volvió a ser piloto titular de Audi en la American Le Mans Series en 2005. Ganó cuatro carreras y subió al podio en las diez, por lo que obtuvo nuevamente el título de pilotos de la clase LMP1. En 2006 corrió las seis fechas finales junto a Biela con el nuevo Audi R10 TDI, logrando dos victorias y dos segundos puestos.
El piloto ganó en Sebring en 2007 y consiguió cinco podios absolutos, en este caso acompañado de Marco Werner. Así, quedó cuarto en el campeonato de pilotos de la clase LMP1. En 2008 fue subcampeón al ganar en Petit Le Mans y llegar segundo en cinco carreras, alternando como compañeros de butaca a Biela, Rinaldo Capello y Allan McNish.

### Retiro
Pirro se retiró de la competición al finalizar dicha temporada, aunque siguió compitiendo esporádicamente. En 2009 llegó 12º en las 24 Horas de Nürburgring con un Audi R8 de Phoenix, acompañado de Biela, Marcel Fässler y Hans-Joachim Stuck. En 2010 fue tercer piloto del equipo Drayson Racing en American Le Mans Series. Llegó retrasado en Sebring y Le Mans, y acabó segundo absoluto en Miller.
En 2011 participó con un Ford en dos carreras de V8 Supercars,  compartiendo la conducción con Shane Van Gisbergen; terminó 16º en ambas carreras. En 2012 disputó las 24 Horas de Daytona con un Audi R8 del equipo APR.

## Resultados

### Fórmula 1
(Clave) (negrita indica pole position) (cursiva indica vuelta rápida)
| Año  | Escudería            | 1       | 2      | 3        | 4       | 5       | 6        | 7        | 8      | 9       | 10      | 11      | 12      | 13      | 14      | 15      | 16      | Pos. | Puntos |
| ---- | -------------------- | ------- | ------ | -------- | ------- | ------- | -------- | -------- | ------ | ------- | ------- | ------- | ------- | ------- | ------- | ------- | ------- | ---- | ------ |
| 1989 | Benetton Formula Ltd | BRA     | SMR    | MON      | MEX     | USA     | CAN      | FRA 9    | GBR 11 | GER Ret | HUN 8   | BEL 10  | ITA Ret | POR Ret | ESP Ret | JPN Ret | AUS 5   | 23.º | 2      |
| 1990 | BMS Scuderia Italia  | USA     | BRA    | SMR Ret  | MON Ret | CAN Ret | MEX Ret  | FRA Ret  | GBR 11 | GER Ret | HUN 10  | BEL Ret | ITA Ret | POR 15  | ESP Ret | JPN Ret | AUS Ret | NC   | 0      |
| 1991 | Scuderia Italia SpA  | USA Ret | BRA 11 | SMR DNPQ | MON 6   | CAN 9   | MEX DNPQ | FRA DNPQ | GBR 10 | GER 10  | HUN Ret | BEL 8   | ITA 10  | POR Ret | ESP 15  | JPN Ret | AUS 7   | 18º  | 1      |

### 24 Horas de Le Mans
| Año  | Equipos                            | Copilotos                     | Auto                    | Clase  | Vueltas completadas | Pos. | Pos. Clase |
| ---- | ---------------------------------- | ----------------------------- | ----------------------- | ------ | ------------------- | ---- | ---------- |
| 1981 | Martini Racing                     | Beppe Gabbiani                | Lancia Beta Monte Carlo | Gr.5   | 47                  | DNF  | DNF        |
| 1998 | Gulf Team Davidoff GTC Competition | Thomas Bscher Rinaldo Capello | McLaren F1 GTR-BMW      | GT1    | 228                 | DNF  | DNF        |
| 1999 | Audi Sport Team Joest              | Frank Biela Didier Theys      | Audi R8R                | LMP    | 360                 | 3º   | 2º         |
| 2000 | Audi Sport Team Joest              | Tom Kristensen Frank Biela    | Audi R8                 | LMP900 | 368                 | 1º   | 1º         |
| 2001 | Audi Sport Team Joest              | Tom Kristensen Frank Biela    | Audi R8                 | LMP900 | 321                 | 1º   | 1º         |
| 2002 | Audi Sport Team Joest              | Tom Kristensen Frank Biela    | Audi R8                 | LMP900 | 375                 | 1º   | 1º         |
| 2003 | Champion Racing                    | Stefan Johansson J. J. Lehto  | Audi R8                 | LMP900 | 372                 | 3º   | 1º         |
| 2004 | Champion Racing                    | J. J. Lehto Marco Werner      | Audi R8                 | LMP1   | 368                 | 3º   | 3º         |
| 2005 | Champion Racing                    | Frank Biela Allan McNish      | Audi R8                 | LMP1   | 364                 | 3º   | 3º         |
| 2006 | Audi Sport Team Joest              | Frank Biela Marco Werner      | Audi R10 TDI            | LMP1   | 380                 | 1º   | 1º         |
| 2007 | Audi Sport Team Joest              | Frank Biela Marco Werner      | Audi R10 TDI            | LMP1   | 369                 | 1º   | 1º         |
| 2008 | Audi Sport North America           | Frank Biela Marco Werner      | Audi R10 TDI            | LMP1   | 367                 | 6º   | 6º         |
| 2010 | Drayson Racing                     | Paul Drayson Jonny Cocker     | Lola B09/60-Judd        | LMP1   | 254                 | NC   | NC         |

| Predecesor: Pierluigi Martini Yannick Dalmas Joachim Winkelhock | Ganador de las 24 Horas de Le Mans 2000 con: Frank Biela Tom Kristensen | Sucesor: Frank Biela Tom Kristensen Emanuele Pirro   |
| Predecesor: Frank Biela Tom Kristensen Emanuele Pirro           | Ganador de las 24 Horas de Le Mans 2001 con: Frank Biela Tom Kristensen | Sucesor: Frank Biela Tom Kristensen Emanuele Pirro   |
| Predecesor: Allan McNish                                        | Campeón de la American Le Mans Series LMP900 2001                       | Sucesor: Tom Kristensen                              |
| Predecesor: Frank Biela Tom Kristensen Emanuele Pirro           | Ganador de las 24 Horas de Le Mans 2002 con: Frank Biela Tom Kristensen | Sucesor: Tom Kristensen Rinaldo Capello Guy Smith    |
| Predecesor: Marco Werner J.J. Lehto                             | Campeón de la American Le Mans Series LMP1 2005 con Frank Biela         | Sucesor: Allan McNish Rinaldo Capello                |
| Predecesor: J.J. Lehto Marco Werner Tom Kristensen              | Ganador de las 24 Horas de Le Mans 2006 con: Frank Biela Marco Werner   | Sucesor: Frank Biela Emanuele Pirro Marco Werner     |
| Predecesor: Frank Biela Emanuele Pirro Marco Werner             | Ganador de las 24 Horas de Le Mans 2007 con: Frank Biela Marco Werner   | Sucesor: Allan McNish Rinaldo Capello Tom Kristensen |